# Parafia św. Jakuba Apostoła w Niechanowie
Parafia Świętego Jakuba Apostoła w Niechanowie – rzymskokatolicka parafia leżąca w granicach dekanatu witkowskiego. Erygowana w XIV wieku. Kościół parafialny został zbudowany w 1776 roku z drewna, rozbudowany w 1908 roku.

## Dokumenty
Księgi metrykalne: 
- ochrzczonych od 1945 roku
- małżeństw od 1945 roku
- zmarłych od 1945 roku